# Alfred Friedmann (Schriftsteller)

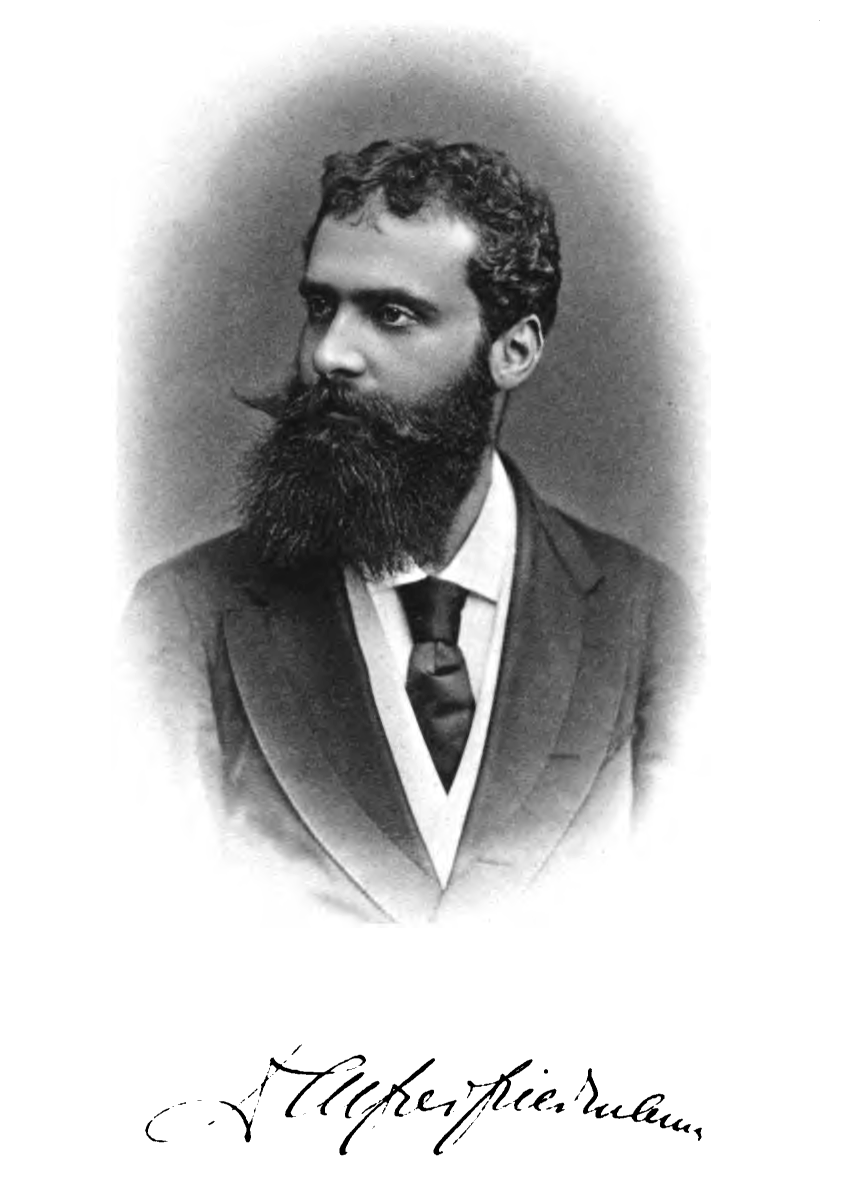
Alfred Friedmann

Alfred Friedmann (* 26. Oktober 1845 in Frankfurt am Main; † 13. Februar 1923 in Berlin) war ein deutscher Schriftsteller und Übersetzer. 

## Leben
Friedmann stammte aus einer alteingesessenen Familie und erlernte nach seiner Schulzeit bei einem Hanauer Juwelier den Beruf eines Kaufmanns. Anschließend lebte er einige Zeit in London und Paris, wo er in seinem Beruf arbeitete und sich autodidaktisch weiterbildete. 
Ab 1868 studierte Friedmann an den Universitäten Heidelberg und Zürich. Dieses Studium konnte er 1870 mit seiner Dissertation „Des Einzelnen Recht und Pflicht“ erfolgreich abschließen und wurde damit zum „Dr. phil.“ promoviert. Da ihm im Anschluss daran ein Aufenthalt in Paris unmöglich war (Deutsch-Französischer Krieg), ließ er sich als Schriftsteller und Übersetzer in Wien nieder. 
1886 kehrte Friedmann nach Deutschland zurück und lebte als Schriftsteller und Übersetzer in Berlin. Dort starb er im Alter von über 77 Jahren am 13. Februar 1923 und fand dort auch seine letzte Ruhestätte. 

## Rezeption
Friedmanns literarisches Schaffen spannt einen Bogen von der Lyrik bis hin zum modernen Roman (seiner Zeit). Neben seinen Theaterstücken sollten aber auch seine – von der zeitgenössischen Literaturkritik wohlwollend besprochenen – Übersetzungen nicht vergessen werden. 

## Werke (Auswahl)

### Lyrik
- Leichtsinnige Lieder. Richter, Hamburg 1878.
- Feuerprobe der Liebe. Wallishauser, Wien 1879.
- Gedichte. W. Friedrich, Leipzig 1882.
- Aus Höhen und Tiefen : Ernstes und Profanes. Bruns Verlag, Minden 1886.
- Spätfrüchte. Naumann, Frankfurt/M. 1916.
- Reif sein ist alles. Verse. Xenien-Verlag, Leipzig 1920.

### Romane und Novellen
- Der Todesring / Der Venusdurchgang. Zwei Gelehrten-Novellen für Ungelehrte. Reclams Universal-Bibliothek, Nr. 2430, Leipzig 1888.
- Die Heckenrose. Roman. 1893.
- Tantalus. Moderner Roman. Hermann Hillger Verlag, Leipzig 1901.
- Spieler. Moderner Roman. Mit Illustrationen von W. Roegge. Berlin, Eisenach, Leipzig: Hermann Hillger (um 1903). = Kürschners Bücherschatz 334.
- Sonderbare Geschichten und anderes. Erzählungen. Reclam, Leipzig 1915.
- Künstler. Roman. Vogel & Vogel, Leipzig 1917.
- Gallier und Hellenin. 3 Novellen. Reclam, Leipzig 1922.

### Theaterstücke
- Don Juan's letztes Abenteuer. Drama in 2 Akten. Reissner, Leipzig 1881.
- Eine medicäische Hochzeitsnacht. Trauerspiel in 5 Akten. Friedrich, Leipzig 1882.
- Der Geiger von Gmünd. Ein Wunder- und Zaubermärchen in 3 Akten. Rosenbaum & Hart, Berlin 1894.
- Theater. Rosenbau & Hart, Berlin 1897.

### Übersetzungen
- Molière: Falscher Verdacht oder der Betroogene in der Einbildung.
- François Ponsard: Horaz und Lydia.